# 澳門賽馬

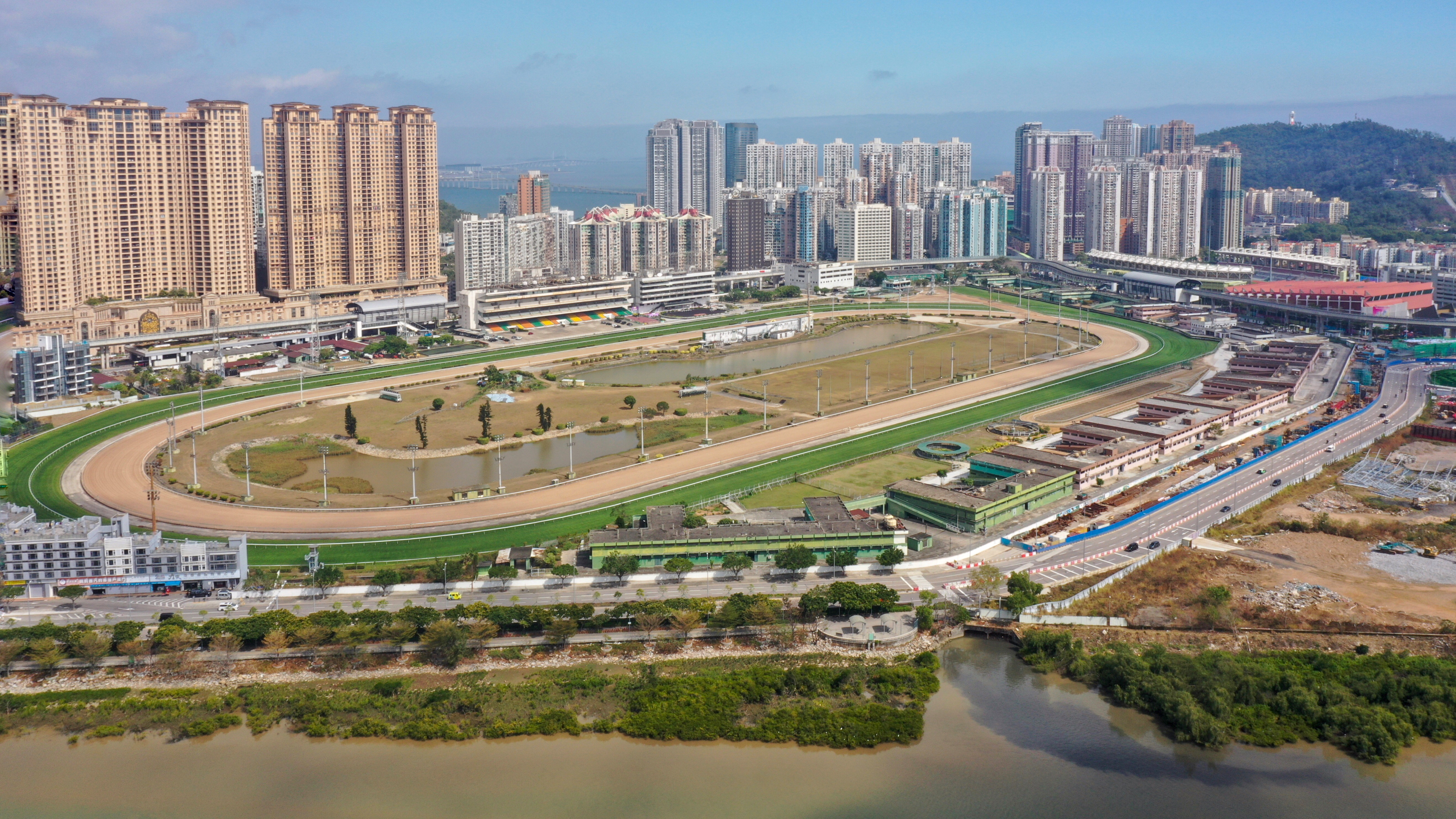
澳門賽馬會氹仔馬場

澳門賽馬是指澳門境內的賽馬活動，現今指澳門賽馬會舉行的比賽。根據歷史，早於19世紀澳門有賽馬活動。但到1989年才獲得真正的發展。但因經營困難，2024年4月1日起澳門政府解除澳門賽馬會專營合約，澳門賽馬活動從此結束。

## 歷史

### 早期
1840年英國人佔領香港島後，英國人便準備將賽馬運動帶到香港，但是英國人仍未在香港舉行賽馬比賽，原因是未找到適合的平地舉行比賽。因為他們將每年舉行的周年大賽在澳門進行，在當時仍然未有賭博活動。但只舉辦到1844年舉行首次的周末大會，1846年跑馬地馬場正式啟用。

### 黑沙環時代
直到20世紀，澳門再次出現賽馬活動。1924年組成了澳門萬國賽馬體育會，1925年改名為澳門國際跑馬俱樂部。1927年位於黑沙環馬場區填海地皮的馬場完成，賽事模仿香港的模式，每年舉行8至10次賽馬日，吸引了香港的馬匹參戰，因此於香港賽馬會的紀錄中，包括了黑沙環的馬匹出賽紀錄。自受到二次大戰影響，1941年香港被日本攻佔，澳門的賽馬生意大受影響，1942年賽馬運動亦告中止。1950年代曾提議在原地復辦賽馬，但由於條件不成熟，計劃告吹。

### 賽馬車時代
1970年代葉漢向澳葡政府提出歐洲受歡迎的賽馬車計劃，雖然何鴻燊曾提出平地賽馬計劃，但由於集團的部份成員澳門舉辦賽馬興趣不大，1977年6月18日澳門政府與葉漢簽署正式合約，在氹仔發展賽馬車的計劃。1980年9月6日正式首場賽事。但是賽馬車的反應一般，投注額不斷下跌，終於在1988年1月30日舉行最後一場賽事後停止運作。不過亦使澳門政府關注離島區的發展。

### 平地賽馬時代
平地賽馬由1988年起正式開始發展，由台灣商人曾曉明投資，在過往的賽馬車馬場重建平地馬場，舉行平地賽馬賽事。不過由於經營困難，1990年12月14日被澳門警方查封。賽事一度停止，約一個月後，經過由何鴻燊為首的澳門旅遊娛樂等公司以4.5億元收購澳門賽馬會51%的股權後，賽事在1991年1月21日正式復辦。相對於賽馬車比賽，投注額取得不錯的反應。在重辦賽馬比賽後，澳門加入亞洲賽馬聯盟，除了由澳門賽馬會培訓本地騎師外，更引入來自世界各地的騎師及練馬師參與。1993年澳門舉辦首屆的見習騎師邀請賽，此賽事幾乎每一年都舉行，1999年澳門首次主持亞洲賽馬會議。
澳門賽馬會其中一個主要客源來自香港，當地有5家設立服務中心。但由於涉嫌向客戶提供境外賭博，1999年3月9日澳門賽馬會在香港的服務中心突然被香港警方查封。在此事件後，投注額受到打擊。香港賽馬會以及澳門賽馬會一度關係轉差。而澳門賽馬會的投注額亦受到打擊。

#### 與香港賽馬會舉辦交流賽事
2004年與香港賽馬會合作舉辦港澳埠際賽，讓香港及澳門的賽駒可以同場較量，澳門馬匹除了可以角逐香港賽馬會舉辦的港澳盃，澳門賽馬會更主辦澳港盃，香港馬匹可以參賽該賽事。賽事採取讓磅制度，整體實力較弱的澳門馬可獲讓磅優勢。

#### 開拓其他地方賽事受注
澳門賽馬會首先接受香港賽馬賽事投注外，澳門賽馬會曾一度將賽狗賽事與賽馬在同一天受注，效果不理想，最後改由投注新加坡及馬來西亞賽馬，反應不錯，投注額有上升的跡象。為了使澳門馬迷接觸世界各地賽事，在2009年接受澳洲金拖鞋錦標受注，更在2010年7月17日，將南非的賽事讓澳門馬迷受注。

#### 設立三冠皇賽事
澳門賽馬會模仿世界各地的三冠賽事，在2007－2008年馬季馬季設立三冠皇系列，初時由董事盃、澳門盃及澳門金盃構成三冠皇賽事，在次年更改為澳門堅尼大賽、澳門打吡大賽及澳門金盃，由於澳門堅尼大賽及澳門打吡大賽是四歲馬賽事，因此只有四歲馬奪得此項榮譽。2010年聯一永勝成為首匹三冠皇馬匹。

#### 澳門馬匹海外遠征
由於澳門賽馬水平遠遠不及香港，因此多數馬匹未有機會角逐海外重要賽事。直到2002年香港國際賽事，澳門代表皇室寶角逐香港盃包尾而回。至於電光火力於2004年香港短途錦標跑第三，暫時是澳門代表在香港國際賽取得最佳之成績，及後該駒留港作賽並勝出翌年同一賽事。此外澳門積極參與在1月至3月舉行的杜拜國際賽馬嘉年華，澳門馬匹『活力威龍』曾經在條件賽中勝出，當中部份馬匹亦角逐杜拜世界盃賽馬日比賽。

### 終結
2023年8月下旬，有媒體報道澳門賽馬會新年度賽期遲遲沒有公佈、續期承諾仍未兌現、澳門政府拒絕馬匹入境等等多個原因，暗示馬會不欲再經營且專營權會被政府收回。
澳門賽馬公司2023年向特區政府提出，由於公司經營出現困難，且賽馬活動無法迎合現時社會的發展需求，因此申請解除經營賽馬專營批給合同。
2024年1月15日上午，澳門政府經濟財政司司長李偉農與澳門賽馬會簽署文件，自同年4月1日起解除澳門賽馬會專營合約，澳門賽馬在同日起終止。現有之289匹馬會在2025年3月30日前妥善移轉到其他地方，氹仔馬場的土地與設施無償交還給澳門政府。
2024年3月30日，氹仔馬場舉行最後一次日間賽事，當天合共安排十四場賽事向馬迷告別。頭場賽事定於中午12:30開跑，尾場賽事定於晚上7:00開跑。
晚上7時08分，氹仔馬場上演澳門歷史上最後一場賽馬，該場賽事亦為當日第十四場賽事，由吳日安為最後賽事講述沿途走位。騎師普健士策騎馬匹頂峰神驅，奪得澳門賽馬史上最後一場頭馬。
賽後澳門賽馬會隨即舉行2023/2024年度馬季頒獎儀式，由澳門前冠軍騎師杜頓頒發予勝出者，奪得澳門最後一屆冠軍見習騎師為李路（該季奪頭二十場頭馬）；奪得澳門最後一屆冠軍騎師為馬雅；奪得澳門最後一屆冠軍練馬師為劉志森。
頒獎儀式後，會方播出告別卡向各馬迷、馬主、會員、合作夥伴及員工等道別。
道別卡內容如下（背景純音樂為「友誼萬歲」-『電影「五個小孩的校長」電影歌曲』純音樂 )：
「 隨著今日賽事的順利完成，澳門賽馬亦正式落下帷幕，完成其歷史任務！本會謹此答謝澳門特區政府、澳門市民、馬迷、馬主、合作伙伴以及會員多年以來的鼎力支持；更要感謝過去多年努力，堅持付出的所有同事！惜別是歲月的見證，也是永恆的瞬間。
本會祝願各位身體健康，萬事如意！祝願澳門特別行政區經濟蒸蒸日上，祖國繁榮昌盛！」
一眾嘉賓及員工亦於頒獎儀式後，在凱旋門旁邊的頒獎台合照留念。從此之後，澳門賽馬正式終結以及澳門賽馬歷史劃上完滿句號。
2024年3月31日，澳門賽馬會最後一次受注海外轉播賽事（香港及馬來西亞雪蘭莪州賽事)。從此之後，澳門的賽馬投注歷史暫告一段落。澳門賽馬會隨即於翌日（4月1日）停止運作並展開處理馬匹安置等後續工作。

## 賽事體制
澳門的現時賽事體制模仿香港的賽事體制，設第一至六班，一班賽事通常可以讓評分較高的馬匹角逐。最低以0分為限，勝出賽事後馬匹被澳門賽馬會加分與實力較高的馬匹角逐。在一班或以上的事事設分級賽，獎金較條件賽高。另外設有其他的條件限制賽，例如是配售馬賽事。現今草地的路程由1000米－1950米，沙地的路程由1050米－1700米，過去曾舉行2000及2200米賽事，但現時被取消。當中澳門賽馬會舉辦的一級賽包括：
- 澳門堅尼大賽
- 澳門打吡大賽
- 澳門金盃
- 主席挑戰盃
- 新葡京盃
- 澳港盃
- 沙地經典盃
- 沙地一哩賽
- 澳門沙地王大賽

現時澳門賽馬會賽事於星期五以及星期六或日舉行，遷就香港賽馬日以及馬來西亞兩地賽馬轉播。澳門賽馬會全盛期，亦於週中舉行賽事，但賽事不會與香港賽馬重疊。

## 投注種類
| 彩池          | 中獎方法 / 備註 |
| 獨贏 （Vencedor）     | 一場賽事中選中第一名的馬匹。 |
| 位置 （Classificado）     | 一場賽事中選中頭三名的其中一匹馬匹；出賽馬匹少於七匹時，一場賽事中選中頭兩名的其中一匹。                                                                                 |
| 連贏 （Quinela）     | 一場賽事中選中第一名及第二名的馬匹而不論次序。 |
| 位置Q （Quinela dos Classificados）    | 一場賽事中不論次序選中頭三名跑入位置馬匹的任何兩匹，「勝出組合」為以任何次序選中頭三名跑入位置馬匹的任何兩匹。出賽馬匹少於七匹時，則不接受投注。                         |
| 孖寶 （Duplo Vencedor）     | 在指定兩場賽事中均選中第一名的馬匹，香港賽事不設孖寶投注。（「安慰獎」：在指定兩場賽事中，首關選中第一名馬匹而次關選中第二名馬匹，且次關的第一名沒有併頭馬）             |
| 三寶 （Triplo Vencedor）     | 在指定三場賽事均選中第一名的馬匹，只限在指定場次的香港賽事受注。（「安慰獎」：在指定三場賽事中，首關和次關選中第一名馬匹而尾關選中第二名馬匹，且尾關的第一名沒有併頭馬） |
| 三重彩 （Trifecta）   | 一場賽事中順序選中第一名、第二名及第三名馬匹。 |
| 過關投注 （Apostas Múltiplas） | 自選關數（2至6關），可以選擇獨贏、位置、連贏、位置Q混合過關，過關的派彩會依所中的場次賠率相乘。                                                                          |
| 註            | 孖寶和三寶彩池在馬匹退出後，相關投注組合或會轉投至大熱門之中，即使投注組合已選擇大熱門。                                                                                 |

| 彩池        | 中獎方法 / 備註 |
| 科卡士 （Prognóstico） | 一場賽事中順序選中第一名及第二名的馬匹。 |
| 四重彩 （Quarteto） | 一場賽事中，選中依次序跑出的第一、第二、第三和第四名的馬匹。 |
| 六環彩 （Six-up） | 在指定的六場賽事中，均選中第一或第二名的馬匹（設有彩金累積制度）。（「特獎」：在指定的六場賽事中均選中第一名馬匹。                                                                               |
| 孖Q （Dupla Quinela）    | 在指定的連續兩場賽事中，均選中第一名及第二名馬匹而不論次序（設有彩金累積制度）。 |
| 單T （Trio）    | 一場賽事中選中第一、第二和第三名馬匹而不論次序。 |
| 孖T （Duplo Trio）    | 在指定的兩場賽事中，均選中第一、第二和第三名馬匹而不論次序（設有彩金累積制度）。 |
| 三T （Triplo Trio）    | 在指定的三場賽事中，均選中第一、第二和第三名馬匹而不論次序（設有彩金累積制度）。（「安慰獎」：只需在指定三場賽事中，首關和次關均選中第一名、第二名及第三名馬匹而不論次序，即可獲「安慰獎」派彩） |

## 澳門賽馬著名人物

### 著名騎師
- 冼文諾：巴西出生，多屆澳門冠軍騎師。現於澳門及新加坡兩地穿梭
- 錢健明：自2004年起來到澳門發展，是近年最有實力的華裔騎師，現已成為練馬師
- 劉永康：首屆澳門賽馬會見習生，在新加坡客串取得成功。
- 高君濤：接受澳門賽馬會訓練的巴拿馬籍騎師。
- 何華麟：香港出生，因造馬案前往澳門發展，並成澳門冠軍騎師。

### 著名練馬師
- 簡炳墀：著名香港練馬師，在香港退休後到澳門發展，曾與謝貴全共同擁有一個馬房。
- 摩加利：父親是著名騎師佐治摩亞，在澳門擁有很大的影響力。曾由其子霑士摩亞繼承練馬師事業，2019年起由其另一位兒子摩力高補上。
- 李森：曾經是著名騎師及練馬師佐治摩亞的女婿。
- 董驃：著名香港馬評家，曾於澳門獲得練馬師牌照並於開倉首季取得冠軍。
- 陳百祥：著名香港藝員，曾於新西蘭及澳門獲得練馬師牌照。
- 劉志森：馬來西亞華籍練者，代表澳門勝出第一屆港澳盃。

### 行政人員
- 梁建民，筆名第一，曾出任澳門賽馬會行政總裁。
- 李柱坤，現任澳門賽馬會行政總裁，在澳門及世界各地擁有賽駒。

### 著名馬匹
- 聯一永勝：首匹勝出澳門三冠皇馬匹。
- 皇冠禮物：勝出首屆港澳盃及澳港盃的馬匹。
- 活力威龍：首匹在杜拜國際賽馬嘉年華勝出的馬匹。

## 外部連結
- 澳門賽馬會官方網站 Portuguese Web Archive的存檔，存档日期2011-01-23